# Teurthéville-Bocage
Teurthéville-Bocage – miejscowość i gmina we Francji, w regionie Normandia, w departamencie Manche.
Według danych na rok 1990 gminę zamieszkiwały 523 osoby, a gęstość zaludnienia wynosiła 24 osoby/km² (wśród 1815 gmin Dolnej Normandii Teurthéville-Bocage plasuje się na 423. miejscu pod względem liczby ludności, natomiast pod względem powierzchni na miejscu 99.).